# Phát triển kinh tế
Phát triển kinh tế là quá trình lớn lên, tăng tiến mọi mặt của nền kinh tế. Nó bao gồm sự tăng trưởng kinh tế và đồng thời có sự hoàn chỉnh về mặt cơ cấu, thể chế kinh tế, chất lượng cuộc sống và công bằng xã hội

## Những vấn đề cơ bản của phát triển kinh tế
- Điều kiện đầu tiên là phải có sự tăng trưởng kinh tế (gia tăng về quy mô sản lượng của nền kinh tế, nó phải diễn ra trong một thời gian tương đối dài và ổn định).
- Sự thay đổi trong cơ cấu kinh tế: thể hiện ở tỷ trọng các vùng, miền, ngành, thành phần kinh tế... thay đổi. Trong đó tỷ trọng của vùng nông thôn giảm tương đối so với tỷ trọng vùng thành thị, tỷ trọng các ngành dịch vụ, công nghiệp tăng, đặc biệt là ngành dịch vụ.
- Cuộc sống của đại bộ phận dân số trong xã hội sẽ trở lên tươi đẹp hơn: giáo dục, y tế, tinh thần của người dân được chăm lo nhiều hơn, môi trường được đảm bảo.
- Trình độ tư duy, quan điểm sẽ thay đổi.
- Để có thể thay đổi trình độ tư duy, quan điểm đòi hỏi phải mở cửa nền kinh tế.
- Phát triển kinh tế là một quá trình tiến hóa theo thời gian và do những nhân tố nội tại (bên trong) quyết định đến toàn bộ quá trình phát triển đó.

## Một số lý thuyết về phát triển kinh tế

### Trường phái cơ cấu
Thập niên 1940, giới nghiên cứu kinh tế học ở Mỹ Latinh cho rằng thuyết thương mại tự do để phát huy lợi thế so sánh cho phát triển kinh tế theo lý luận của David Ricardo không phù hợp nữa. Ricardo cho rằng các nước giàu tài nguyên có thể phát triển kinh tế bằng cách xuất khẩu nguyên liệu thô. Theo các nhà kinh tế học Mỹ Ltinh, Ricardo đưa ra thuyết đó vì nước Anh không có lợi thế về tài nguyên thiên nhiên và nông nghiệp, song có lợi thế về khu vực chế tạo; và vì vậy nước Anh cần theo đuổi thương mại tự do để có thể nhập khẩu nguyên liệu và xuất khẩu hàng chế tạo. Tuy nhiên, đầu thế kỷ XX, Mỹ vươn lên thành nền kinh tế lớn nhất thế giới. Nước này có gần như đủ loại tài nguyên thiên nhiên, có nền nông nghiệp và khu vực chế tạo phát triển. Mỹ đã không đi theo đường lối thương mại tự do; và chính sự bảo hộ nông nghiệp của Mỹ đã làm cho xuất khẩu nông sản- đầu tàu phát triển kinh tế- của Mỹ Latinh bị đình trệ trong thập niên 1920 và thập niên 1930.
Từ lập luận như thế, các nhà kinh tế học Mỹ Latinh chủ trương rằng: muốn phát triển kinh tế thì phải chuyển dịch cơ cấu kinh tế theo hướng giảm dần tỷ trọng của khu vực sơ khai (nông, lâm, ngư nghiệp và khai thác khoáng sản) và tăng dần tỷ trọng của khu vực chế tạo và khu vực dịch vụ. Trong quá trình chuyển dịch cơ cấu đó, công nghệ là thiết yếu. Quan sát mô hình phát triển kinh tế của Phổ, theo đó trong khi nông nghiệp còn đang là khu vực chủ đạo của nền kinh tế, thì công nghiệp nặng đã được Nhà nước ưu tiên phát triển làm động lực cho công nghiệp hóa, các nhà kinh tế học theo trường phái cơ cấu chủ trương rằng nhà phát triển kinh tế cần phải có sự can thiệp của Nhà nước.
Trường phái cơ cấu còn cho rằng quan hệ kinh tế quốc tế (thập niên 1940 đến 1960) là quan hệ các nước đang phát triển cung cấp nguyên liệu thô, còn các nước phát triển cung cấp hàng hóa chế tạo. Vì vậy, các nước đang phát triển muốn phát triển nền công nghiệp trong nước phải dựa vào nhu cầu trong nước.
Kết quả của lý thuyết nói trên về phát triển kinh tế đã làm ra đời chiến lược công nghiệp hóa thay thế nhập khẩu được áp dụng rộng rãi ở các nước đang phát triển từ thập niên 1950.

### Mô hình tăng trưởng tuyến tính nhiều giai đoạn
Từ thành công của Kế hoạch Marshall sau Chiến tranh thế giới thứ hai, các nhà kinh tế học phát triển ở các nước phát triển cho rằng các nước đang phát triển có thể đẩy mạnh phát triển kinh tế nếu họ nhận được nhiều vốn và nếu Nhà nước can thiệp hợp lý. Nhân vật tiêu biểu cho các nhà kinh tế này là Walt W. Rostow.
Rostow cho rằng để trở thành một nước công nghiệp tiên tiến, cần phải trải qua bốn giai đoạn: (1) xã hội truyền thống; (2) chuẩn bị các tiền đề để cất cánh; (3) cất cánh; (4) trưởng thành; và (5) chuyển sang xã hội tiêu dùng quy mô lớn. Các nước đang phát triển ở vào các giai đoạn thứ nhất và thứ hai. Muốn cất cánh, các nước đang phát triển cần phải thỏa mãn ba điều kiện, đó là: tăng tỷ lệ đầu tư lên không dưới 10% thu nhập quốc dân thông qua tăng tỷ lệ tiết kiệm hoặc nhận viện trợ của nước ngoài, có một hoặc một số ngành chế tạo tăng trưởng nhanh chóng, và có một khung chính trị, xã hội, thể chế cho phép ngành kinh tế hiện đại phát triển.
Rostow nhấn mạnh tốc độ phát triển mà không đề cập đến thay đổi cơ cấu ngành. Do đó, lý luận của Rostow hàm ý phát triển kinh tế chính là thúc đẩy tăng trưởng kinh tế.

### Lý thuyết phát triển phụ thuộc
Trong thập niên 1960 và thập niên 1970, các nhà kinh tế học Marxist mới (American Marxist) đưa ra lý thuyết phát triển phụ thuộc (dependent development). Thế giới chia làm hai nhóm: nhóm nước giàu và nhóm nước nghèo. Sự phát triển của nhóm nước nghèo là "sự phát triển phụ thuộc", theo đó sự phát triển này phụ thuộc vào vốn, thương mại và công nghệ mang đến từ các nước giàu. Các nước kém phát triển thường phụ thuộc vào các nước phát triển và bị bóc lột. Ngay trong một nước nghèo có thể có tầng lớp thống trị (bao gồm chính trị gia, quân nhân,...) có quan hệ khăng khít với các nước phát triển và các tổ chức quốc tế bóc lột tầng lớp lao động trong nước. Vì vậy, các nước nghèo không nên đi theo con đường tư bản chủ nghĩa để phát triển kinh tế và không nên quan hệ kinh tế với các nước tư bản chủ nghĩa. Chủ trương này hàm ý phát triển kinh tế với nền kinh tế đóng cửa và tự cấp tự túc.
Lý thuyết phát triển phụ thuộc sau đó phát triển hơn, đặc biệt là bởi các học giả từ châu Mỹ La Tinh. Phát triển phụ thuộc nhiều khi là cần thiết, không tránh khỏi. Hầu hết các nước phát triển từ nghèo thành giàu như Australia, Canada, các nước Đông Á, một số nước Mỹ La tinh như Brazil, Argentina... đều phải dựa vào phát triển phụ thuộc. Tuy nhiên, kết cục các nước này cũng khác nhau, tùy theo các yếu tố khác, đặc biệt là năng lực lãnh đạo của nhà nước. Các nước như Hàn Quốc, Đài Loan... bên cạnh dựa vào thương mại, công nghệ của nước ngoài (như Mỹ), còn có một nhà nước minh bạch, có năng lực quản lý.

### Các lý luận kinh tế học tân cổ điển
Vào thập niên 1980, kinh tế học tân cổ điển chủ trương rằng muốn phát triển kinh tế, các nước đang phát triển phải dựa vào thị trường chứ không phải vào sự can thiệp của nhà nước. Nói cách khác, họ đề cao phát triển kinh tế thân thiện với thị trường. Các biện pháp cần thực hiện là xóa bỏ những hạn chế thị trường, tư nhân hóa, tự do hóa thương mại, giảm đầu tư công như một cách để giảm sự can thiệp của Nhà nước vào nền kinh tế, tự do hóa thương mại và tự do hóa tài khoản vốn, v.v... Một chương trình tổng hợp những biện pháp như vậy được gọi là Đồng thuận Washington. Lý luận tân cổ điển về phát triển kinh tế này được các tổ chức quốc tế như Quỹ Tiền tệ Quốc tế và Nhóm Ngân hàng Thế giới tán thành.